# Kajakarstwo na Letnich Igrzyskach Olimpijskich 1936 – K-2 składany 10 000 m mężczyźni
Zawody w kajakarstwie klasycznym (K2) składany na dystansie 10000 m mężczyzn na Letnich Igrzyskach Olimpijskich 1936 zostały rozegrane 7 sierpnia 1936 r. W zawodach wzięło udział 26 zawodników z 13 państw. Zawody składały się wyłącznie z finału.

## Rezultaty

### Finał
| Poz. | Zawodnik                          | Reprezentacja     | Czas    |
| ---- | --------------------------------- | ----------------- | ------- |
|      | Sven Johansson Erik Bladström     | Szwecja           | 45:48,9 |
|      | Willi Horn Erich Hanisch          | III Rzesza        | 45:49,2 |
|      | Cees Wijdekop Piet Wijdekop       | Holandia          | 46:12,4 |
| 4    | Adolf Kainz Alfons Dorfner        | Austria           | 46:26,1 |
| 5    | Otakar Kouba Ludvík Klíma         | Czechosłowacja    | 47:46,2 |
| 6    | Eugen Knoblauch Emil Bottlang     | Szwajcaria        | 47:54,4 |
| 7    | John Lysak James O'Rourke         | Stany Zjednoczone | 49:46,0 |
| 8    | Armand Pagnoulle Charles Pasquier | Belgia            | 49:57,1 |
| 9    | Alex Brearley John Dudderidge     | Wielka Brytania   | 50:12,0 |
| 10   | Stanley Potter Frank Willis       | Kanada            | 50:31,9 |
| 11   | Metod Gabršček Bojan Savnik       | Królestwo SHS     | 50:36,4 |
| 12   | István Kolnai Tibor Poór          | Węgry             | 50:46,4 |
| 13   | André Zimmer Jean Strauss         | Luksemburg        | 50:47,1 |